# Вільям Готт
Вільям Генрі Еват Ґотт (англ. William Henry Ewart Gott; нар. 13 серпня 1897 — пом. 7 серпня 1942) — британський лейтенант-генерал, що служив у Північній Африці під час Другої світової війни. У листопаді 1942 року був призначений наступником Клода Окінлека як командира 8-ї армії. Під час перельоту для передачі командування загинув в авіакатастрофі. На його місце призначили Бернарда Монтгомері.

## Біографія
Після навчання у школі Гарроу, був прикріплений до британського корпусу королівських стрільців. Під час Першої світової війни воював у Франції. В січні 1921 року отримав звання капітана. Після навчання у штабній школі, в липні 1934 року — звання майора. В жовтні 1938 року у званні підполковника був переведений з Бірми до Єгипту. Готт чудово зарекомендував себе під час італійського вторгнення до Єгипту, а також операції «Компас». В жовтні 1941 року отримує звання полковника. На початку 1942 року, після проведення успішної операції «Крусейдер», був підвищений до чину генерал-лейтенанта.
В серпні 1942 року прем'єр-міністр Вінстон Черчилль відкликає в.о. командувача 8-ї армії генерала сера Клод Окінлека, а на його місце призначає Вільяма Ґотта. Проте, не встигнувши зайняти пост, Вільям Ґотт загинув у авіакатастрофі, при посадці в Каїрі.

## Нагороди
- Операція «Флакс»
- Едвард Еллінгтон
- Операція «Зоненблуме»
- Операція «Смолоскип»
- Битва на перевалі Кассерін